# Wuryantoro (plaats)
Wuryantoro is een bestuurslaag in het regentschap Wonogiri van de provincie Midden-Java, Indonesië. Wuryantoro telt 3316 inwoners (volkstelling 2010).